# Brackettville
Brackettville är administrativ huvudort i Kinney County i Texas. Orten har fått sitt namn efter köpmannen Oscar B. Brackett. Enligt 2010 års folkräkning hade Brackettville 1 688 invånare.